# الامدا، ساسکاچوان
الامدا، ساسکاچوان (به انگلیسی: Alameda, Saskatchewan) یک شهرک در کانادا است که در ساسکاچوان واقع شده‌است.

## خصوصیات
الامدا ۲٫۵۵ کیلومترمربع مساحت و ۳۱۱ نفر جمعیت دارد.